# Orero
Orèro (Oê in ligure) è un comune italiano sparso di 501 abitanti della città metropolitana di Genova in Liguria. La sede comunale si trova nel centro di Isolona. Insieme ad Ala, Ateleta, Onano e Siris è uno dei cinque comuni italiani con un nome palindromo.

## Geografia fisica
Il territorio comunale è situato nella val Fontanabuona, ad est di Genova, sulla dorsale compresa tra il canale d'Isolona e la valle del torrente Malvaro.
Tra la vette del territorio il monte Ramaceto (1345 m), il monte Zuccarello (771 m), il monte Bello (718 m), il monte Panigaro (682 m).

## Storia

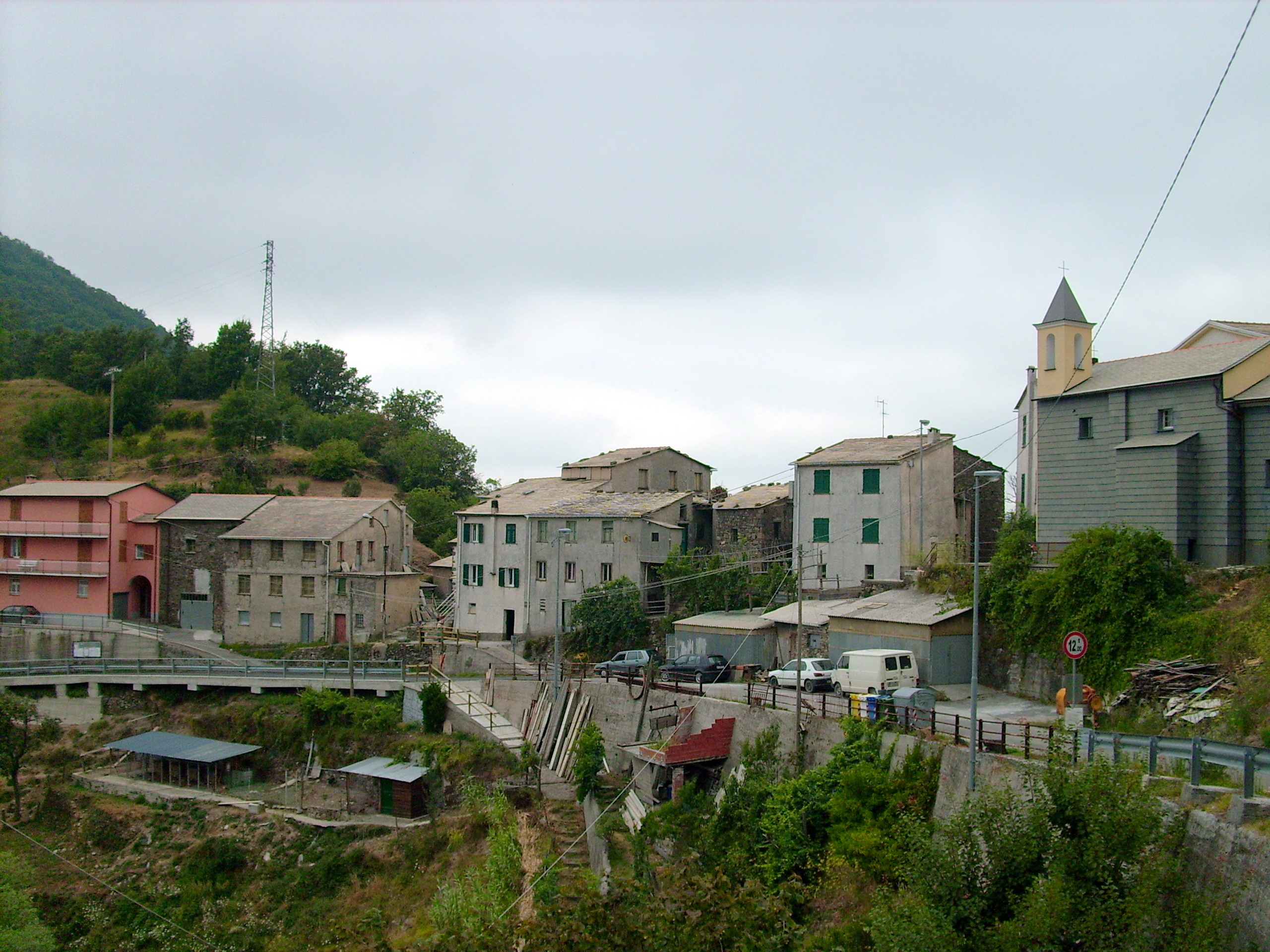
Panorama della località di Croce d'Orero

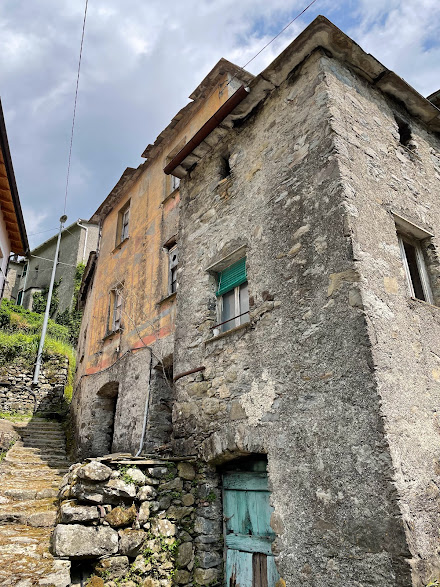
Antiche case presso la località di Pian Megorino

Le origini dell'insediamento di Orero risalgono sicuramente all'epoca romana: il comune infatti sorgeva su una delle diramazioni della "via di Piacenza", detta più comunemente la "via del sale", molto frequentata dai mulattieri che andavano dalle saline della costa ligure alla città emiliana.
La nascita e la costruzione di vie transitabili più comode portò al declino dell'urbanistica territoriale, combattuta grazie allo sfruttamento delle cave di ardesia. Orero ancora adesso risulta essere tra le località più importanti per l'estrazione ardesiaca a livello comprensoriale e regionale.
La prima citazione ufficiale di Orero risale al 1059 in un atto notarile del vescovo di Genova Oberto nella quale concedeva alcune terre adiacenti al paese orerese. Il borgo fu un antico feudo dei conti Fieschi di Lavagna e a partire dal XII secolo dominio della Repubblica di Genova che lo sottopose alla podesteria di Rapallo (all'interno del "quartiere" d'Oltremonte, comprendente la media val Fontanabuona) facente capo al capitaneato di Chiavari. Nel XV secolo vi furono sul suo territorio animate lotte fra i partigiani della famiglia Fieschi, dei Fregoso, degli Adorno e dei Doria. Dal 1608 fu inglobato nel neo costituito capitaneato rapallese.
Nel 1797 con la dominazione francese di Napoleone Bonaparte rientrò dal 2 dicembre nel dipartimento del Golfo del Tigullio, con capoluogo Rapallo, all'interno della Repubblica Ligure. Dal 28 aprile del 1798 con i nuovi ordinamenti francesi, Orero rientrò nel VI cantone, con capoluogo Lorsica, della giurisdizione del Tigullio e dal 1803 centro principale del II cantone del golfo del Tigullio nella Giurisdizione dell'Entella. Nel 1804 vengono aggregati alla nuova municipalità di Orero i centri di Celesia, Cichero e Soglio: questi ultimi costituiti in epoca napoleonica in municipalità indipendenti; nel 1805 una nuova revisione dei confini amministrativi portò al cedimento delle frazioni di Celesia, Cichero e Certenoli all'odierno comune di San Colombano Certenoli. Annesso al Primo Impero francese, dal 13 giugno 1805 al 1814 venne inserito nel dipartimento degli Appennini.
Nel 1815 fu inglobato nel Regno di Sardegna, secondo le decisioni del congresso di Vienna del 1814, che sottopose la municipalità di Orero nella provincia di Chiavari sotto la divisione di Genova. Dal 1859 al 1926 il territorio fu compreso nel VI mandamento di Cicagna del circondario di Chiavari dell'allora provincia di Genova, nel Regno d'Italia.
Dal 1973 al 30 aprile 2011 ha fatto parte della Comunità montana Fontanabuona.

### Simboli
Stemma
Gonfalone

Lo stemma e il gonfalone sono stati concessi con il decreto del presidente della Repubblica del 22 dicembre 2010.

## Monumenti e luoghi d'interesse

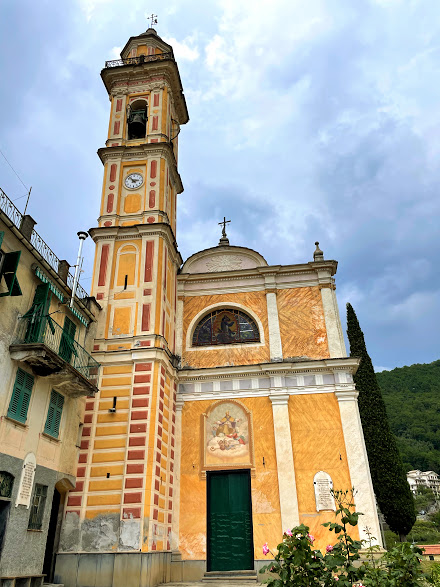
La chiesa parrocchiale di Sant'Ambrogio nella località di Orero

### Architetture religiose
- Chiesa parrocchiale di Sant'Ambrogio a Orero.
- Cappella di Sant'Antonio abate nella località di Croce d'Orero.
- Cappella di San Rocco nella località di Pian Megorino.
- Chiesa parrocchiale di San Michele Arcangelo, in stile barocco, nella frazione di Soglio.
- Ruderi della cappella dei Santi Nazario e Celso nella località di Casareggio, dove attualmente si trova l'oratorio dedicato sempre ai due santi evangelizzatori della Liguria (1861). Dopo la prima guerra mondiale venne introdotta la venerazione della Madonna della Guardia, da parte dei reduci e delle loro famiglie.

### Aree naturali
Per Orero passa la "Via dei sette Passi", che tocca sette valichi e permette di attraversare il versante del monte Ramaceto (1345 m) che s'affaccia su Orero, incrociando luoghi di particolare interesse geologico e morfologico.

## Società

### Evoluzione demografica
Abitanti censiti

### Etnie e minoranze straniere
Secondo i dati Istat al 31 dicembre 2022, i cittadini stranieri residenti a Orero sono 20.

## Cultura

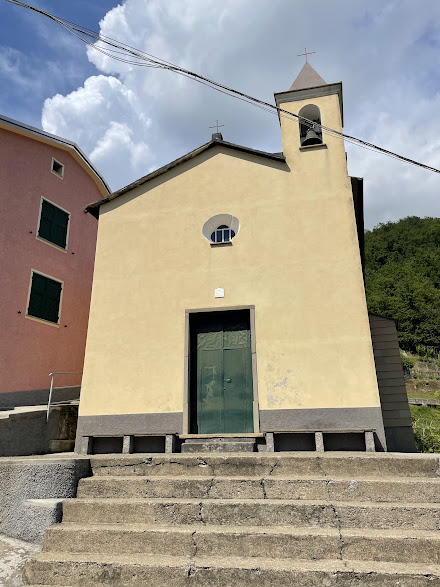
La cappella di Sant'Antonio Abate presso Croce d'Orero

### Istruzione

#### Musei
A Isolona c'è una tappa del museo itinerante "La via dell'ardesia", strada che tocca diversi comuni della val Fontanabuona permettendo di seguire il percorso della cosiddetta "pietra nera", dall'estrazione in cava alla lavorazione in laboratorio.
Sulle pareti del laboratorio di Isolona è possibile vedere la storia dell'estrazione della pietra fontanina e le prime macchine usate per la trasformazione dei ceppi di ardesia in prodotti lavorati.

## Geografia antropica
Il territorio comunale comprende le località di Orero, Pian dei Ratti e Soglio e il centro di Isolona (sede comunale) per un totale di 15,99 km².
Confina a nord con i comuni di Lorsica e Rezzoaglio, a sud con Coreglia Ligure e San Colombano Certenoli, ad ovest con Lorsica, Cicagna e Coreglia Ligure e ad est con Rezzoaglio e San Colombano Certenoli.

## Economia

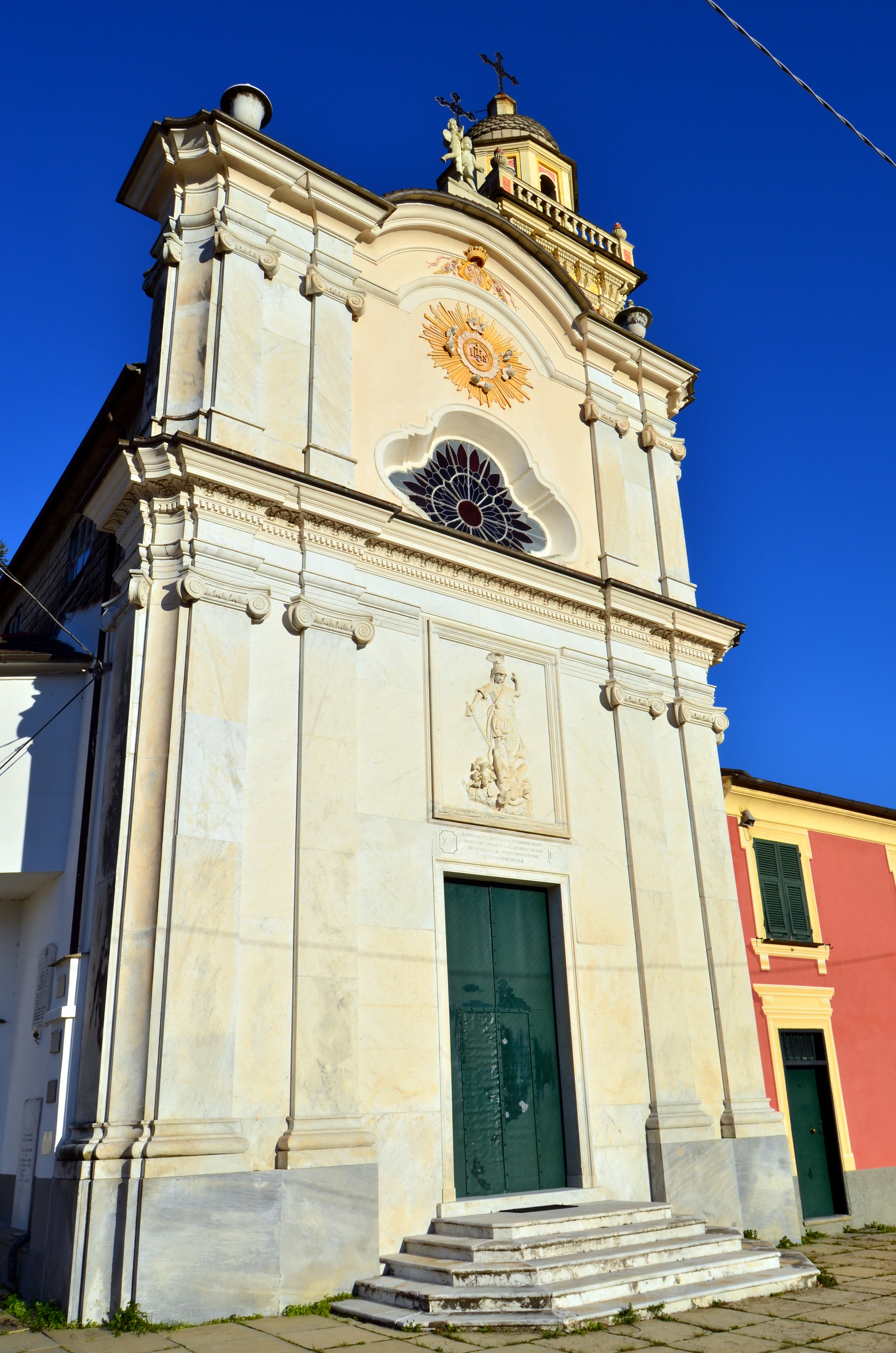
La chiesa di San Michele Arcangelo presso la frazione di Soglio

Ancora oggi la principale risorsa economica del paese si basa sull'agricoltura con coltivazioni dei prodotti del sottobosco come mirtilli e lamponi, raccolta dei funghi e delle castagne, sfruttamento forestale, l'allevamento del bestiame e sull'estrazione di ardesia dalle cave finalizzata ad un uso edilizio e ad elementi d'arredo, oppure artistico.

## Infrastrutture e trasporti

### Strade
Il centro di Orero è attraversato principalmente dalla strada provinciale 25 omonima che gli permette il collegamento stradale a sud, nella zona di Pianezza, con la strada statale 225 della Val Fontanabuona nel territorio comunale di Cicagna.

### Mobilità urbana
Dal comune di Cicagna un servizio di trasporto pubblico locale gestito dall'AMT garantisce quotidiani collegamenti bus con Orero e per le altre località del territorio comunale.

## Amministrazione

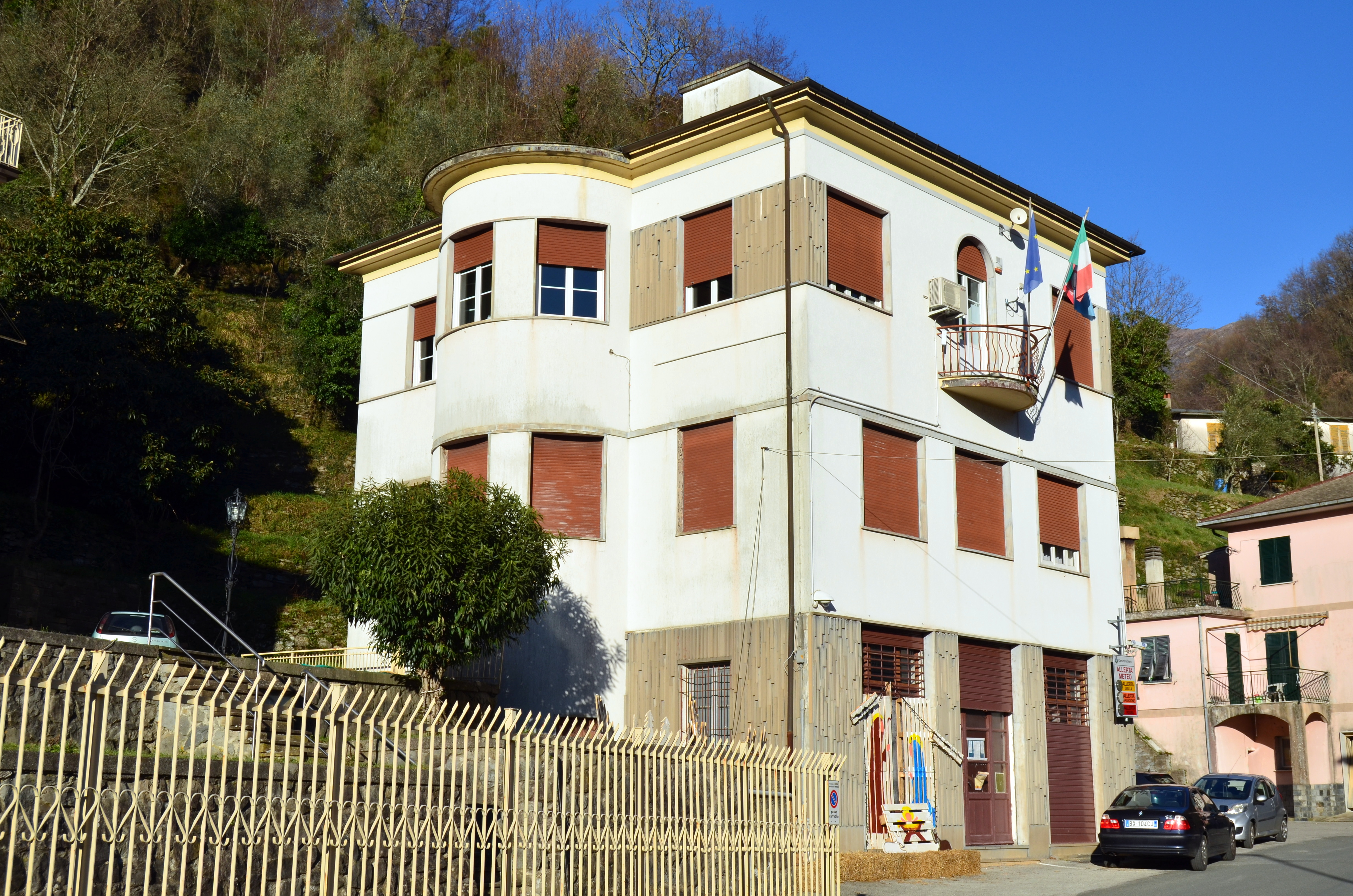
Il municipio presso la frazione di Isolona

| Periodo         | Periodo         | Primo cittadino          | Partito                                      | Carica      | Note   |
| --------------- | --------------- | ------------------------ | -------------------------------------------- | ----------- | ------ |
| 1953            | 1968            | Paolo Ghirardelli        |                                              | Sindaco     |        |
| 1968            | 1970            | /                        |                                              | Comm. pref. |        |
| 1970            | 1980            | Stefano Arata            |                                              | Sindaco     |        |
| 28 giugno 1988  | 21 giugno 1993  | Giovanni Francesco Arata | PLI                                          | Sindaco     |        |
| 22 giugno 1993  | 28 aprile 1997  | Giovanni Francesco Arata | Indipendente                                 | Sindaco     |        |
| 28 aprile 1997  | 14 maggio 2001  | Giovanni Francesco Arata | La campana (lista civica di centro)          | Sindaco     |        |
| 14 maggio 2001  | 30 maggio 2006  | Fabio Arata              | Orero futuro (lista civica di centro-destra) | Sindaco     |        |
| 30 maggio 2006  | 17 maggio 2011  | Fabio Arata              | Orero futuro (lista civica di centro-destra) | Sindaco     |        |
| 16 maggio 2011  | 5 giugno 2016   | Giacomo Gnecco           | Vivere Orero (lista civica di centro)        | Sindaco     |        |
| 6 giugno 2016   | 4 ottobre 2021  | Giacomo Gnecco           | Vivere Orero (lista civica di centro)        | Sindaco     |        |
| 4 ottobre 2021  | 25 ottobre 2024 | Giacomo Gnecco           | Vivere Orero (lista civica di centro)        | Sindaco     | [ 12 ] |
| 26 ottobre 2024 | 26 maggio 2025  | Cristiano Pecchia        |                                              | Vicesindaco |        |
| 26 maggio 2025  | in carica       | Rosa Cavagnaro           | Vivere Orero (lista civica di centro)        | Sindaco     |        |